# Prosper Christyn de Ribaucourt
Prosper Jean Joseph Christyn de Ribaucourt (Hildesheim, 7 april 1796 - Brussel, 7 maart 1882) was een Belgisch senator en burgemeester.

## Biografie

### Familie
Jonkheer, later graaf (1823), Prosper Christyn de Ribaucourt was een zoon van Philippe-Alexandre Christyn (1748-1823) en Antoinette de Quarré (1762-1836). Florimond de Quarré, lid van het Nationaal Congres en senator, was zijn oom.
Hij trouwde in 1827 in Brussel met Marie-Ghislaine de Thiennes de Lombise (1806-1887), kleindochter van graaf Charles Thiennes de Lombise en markies Charles de Merode. Ze kregen vier kinderen, onder wie senator Adolphe Christyn de Ribaucourt.
Hij was een schoonbroer van Alphonse de Woelmont d'Opleeuw, burgemeester van Gors-Opleeuw, lid van de Provinciale Staten van Limburg, provincieraadslid van Limburg, volksvertegenwoordiger en lid van het Nationaal Congres.
In de persoon van Jan-Baptist Christyn, kanselier van Brabant, werd de familie in 1671 voor het eerst als adellijk erkend. Philippe-Alexandre Christyn, achterkleinzoon van Jan-Baptist, herstelde de adellijke status door de erkenning te verkrijgen in 1816 met de titel van burggraaf, en in 1820 van graaf, overdraagbaar bij eerstgeboorte.

### Loopbaan
Christyn de Ribaucourt was lid van de Provinciale Staten van Zuid-Brabant (1822-1836) en kamerheer van koning Willem I (1826-1830). Hij was ook burgemeester van Laarne (1825-1836).
Na de Belgische onafhankelijkheid werd hij provincieraadslid van Brabant (1836-1843). Nadat hij van Laarne naar Perk was verhuisd, was hij daar gemeenteraadslid (1864-1878).
In 1843 werd hij tot katholiek senator voor het arrondissement Dendermonde verkozen. Hij bleef dit mandaat uitoefenen gedurende meer dan vijfendertig jaar, tot begin 1879, en werd toen opgevolgd door zijn zoon Adolphe.
Daarnaast vervulde hij nog heel wat mandaten, waaruit onder meer zijn belangstelling voor land- en tuinbouw tot uiting kwam:
- lid van de algemene raad van de Refuge van de Ursulinen in Brussel,
- armenmeester van Brussel,
- bestuurder van de Jachtvereniging,
- bestuurder van de centrale gevangenis in Vilvoorde,
- lid en voorzitter van de Koninklijke vereniging van Flora in Brussel,
- ondervoorzitter van de Landbouwmaatschappij van Brabant,
- voorzitter van de toezichtsraad op de Land- en Tuinbouwschool van Vilvoorde,
- lid van de commissie bij het Ministerie van Openbare Werken voor de beplantingen lans rijkswegen en kanalen,
- lid van de Société royale de la Grande Harmonie in Brussel.